# Прауз, Джульет
Джульет Энн Прауз (англ. Juliet Prowse, 25 сентября 1936 — 14 сентября 1996) — англо-индийская актриса театра, телевидения и кино, танцовщица. Выросла в Южной Африке, куда её семья эмигрировала после Второй мировой войны.

## Биография
Родилась в Бомбее, Британской Индии и воспитывалась в Южной Африке. Начала изучать танец в возрасте четырёх лет. В двадцатилетнем возрасте, она танцевала в клубе в Париже, тогда она была замечена агентом по поиску талантов и в конце концов подписалась, играть роль «Клодин» у Уолтера Лэнга в фильме Канкан (1960). Она уже пропустила несколько возможностей поехать в Голливуд, потому что у неё был контракт, но в итоге покинула шоу в Испании, в котором она принимала участие, чтобы поехать в Соединённые Штаты для этого фильма.
Прауз познакомилась с Фрэнком Синатрой на съёмках фильма «Канкан». Журнал Time не оценил фильм высоко, но заявил, Прауз лучшее, что в нём есть: «в самом деле, единственное, что действительно стоит увидеть — это Джулиет Проуз, молодая южноафриканская актриса, ставшая каким-то огоньком в хореографии…» Она продолжила появляться вместе с Синатрой и другими известными гостями, такими как Элла Фицджеральд, Питер Лоуфорд, Гермиона Джинголд, Привет-Ло, Рэд Норво, Нельсон Риддл и с оркестром в 1959 году Фрэнка Синатры шоу. Она порой пела в хоре с другими гостями или Синатра пел для неё.
Синатра пригласил Прауз, присоединиться к нему в Лас-Вегас, хотя она жила в то время с актёром Нико Минардосом. Синатра и Прауз объявили о своей помолвке в 1962 году. Вскоре после этого они расстались, якобы из-за Прауз, которая хочет сосредоточиться на своей карьере. Прауз позже призналась: «Я очень польщена, что была влюблена. Он (Синатра) был сложный человек, и после нескольких напитков с ним было очень трудно.»

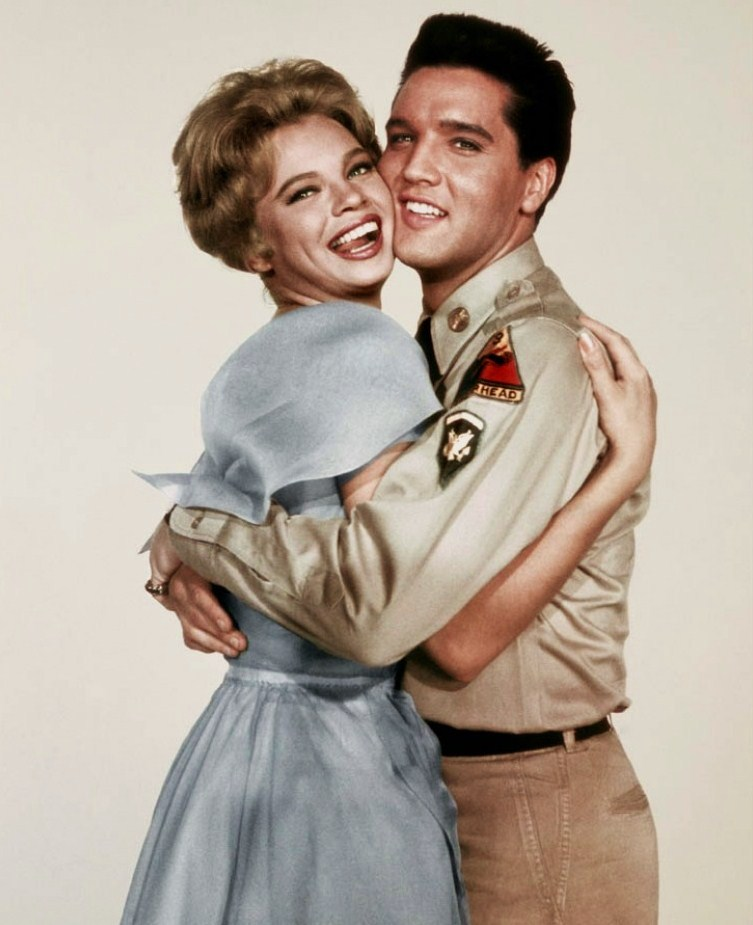
Прауз с Элвисом Пресли в картине «Солдатский блюз»

Прауз снялась вместе с Элвисом Пресли в Г. И. Блюз (1960). Во время съёмок фильма, они имели короткий и интенсивный флирт. «Элвис и я имели дело. … У нас было сексуальное влечение, как два здоровых молодых человека, но он был уже жертвой своих поклонников. Мы всегда встречались в его комнате и никогда не выходили.» Прауз также сделала краткое миниатюрное появление в Метро-Голдвин-Майер документальный фильм, Элвис: Всё как есть (1970) в качестве собеседника, собирающегося принять участие в шоу-шоу Элвиса Пресли на премьере шоу в Международный отель в Лас-Вегасе, штат Невада, 10 августа, 1970.
Она снялась вместе с Дэнни Скоттом Миллером на его собственном канале NBC в ситкоме в 1965—1966 в сезоне: Мона Маккласки, который был выпущен Джорджем Бернсом. Сериал был основан на идее о том, что пара, Майк и Мона Маккласки, жили бы на военную зарплату, а не её прибыльный заработок как актрисы. Миллер умер 9 сентября 2014 года.
Прауз также занималась другими полнометражными фильмами, включая самые ожесточённые сердца (1961) и Кто убил плюшевого медведя? (1965) с Сэл Минео и Элейн Стрич.
Хотя фильм и телевизионная карьера не сделали её большой звездой, как предсказывали, у Прауз был довольно философский взгляд на это. «Вещи, как правило, происходят к лучшему. … Я никогда не беспокоилась о том, что происходит в моей карьере, потому что я всегда могу сделать что-то ещё.» После этого Прауз перейдёт на успешные шоу в Лас-Вегасе, которые будут давать очень высокую зарплату. Заявив, что Лас-Вегас был самым требовательным местом, в котором она когда-либо работала, она выиграла шоу в Вегасе «Милая Чарити». Позднее она продемонстрировала свои знаменитые ноги танцовщицы в серии прибыльных общенациональных рекламных роликов для нескольких рекламодателей, в том числе Л’эггс чулочно-носочные изделия и Mannington Flooring.
Прауз была первым гостём, появившемся в эпизоде «Маппет-шоу».
В конце 1980-х годов, она была дважды истерзана 80-килограммовым леопардом. Однажды, во время съёмок сцены в «Цирке со звездами» в 1987 году и позднее в том же году на репетиции рекламного трюка на «Вечернем шоу», когда тот же леопард напал на неё. Позже нападение было более серьёзным, требующим более двадцати швов, чтобы прикрепить её на ухо.
В течение середины 1980-х и 1990-х годов, Прауз принимала участие в Чемпионате по бальным танцам на PBS.

## Смерть
В 1994 году Прауз был диагностирован рак поджелудочной железы. В 1995 году он вошёл в ремиссию, и Прауз почувствовала себя достаточно хорошо, чтобы отправиться в тур с Микки Руни с мюзиклом «Сладкие детки». Рак впоследствии вернулся, и она умерла 14 сентября 1996 года, за одиннадцать дней до своего 60-летия.
Её пережили сын, брат, и мать, а также  бывший муж, актёр Джон Маккук, который является отцом её единственного ребёнка, Сэта.